# Fuentearmegil
Fuentearmegil é um município da Espanha na província de Sória, comunidade autónoma de Castela e Leão, de área 60,54 km² com população de 268 habitantes (2006) e densidade populacional de 4,80 hab/km².

## Demografia
| Variação demográfica do município entre 1991 e 2004 | Variação demográfica do município entre 1991 e 2004 | Variação demográfica do município entre 1991 e 2004 | Variação demográfica do município entre 1991 e 2004 |
| --------------------------------------------------- | --------------------------------------------------- | --------------------------------------------------- | --------------------------------------------------- |
| 1991                                                | 1996                                                | 2001                                                | 2004                                                |
| 433                                                 | 375                                                 | 307                                                 | 291                                                 |